# Det: Kapitel 2
Det: Kapitel 2 (originaltitel: It: Chapter Two) är en amerikansk skräck-dramafilm från 2019 och är uppföljaren till filmen Det (2017). Filmerna är baserade på Stephen Kings roman från 1986 och är båda regisserade av Andy Muschietti. Filmen utspelar sig 2016, 27 år efter den första filmen och har med stjärnor så som Jessica Chastain, James McAvoy, Bill Hader, Isaiah Mustafa, Jay Ryan, James Ransone, Andy Bean, och Bill Skarsgård, som återvänder som den dansande clownen Pennywise. 
Det började pratas om en Det-uppföljare redan 2016. I september 2017 tillkännagav New Line Cinema att den skulle släppas i september 2019, med Dauberman som skulle skriva manuset och Muschietti skulle regissera. Filmen började spelas in den 19 juni 2018 i Pine Wood Toronto Studios, på platser i och runt om Port Hope, Oshawa och Toronto, Ontario. Filmen produceras av New Line Cinema, Double Dream, Vertigo Entertainment och Rideback, och den distribueras av Warner Bros. Pictures.
Filmen hade premiär vid Regency Village Theatre i Los Angeles den 26 augusti 2019 och på bio släpptes den både i Sverige och i USA den 6 september 2019. Filmen fick beröm för sitt skådespel (särskilt Hader och Skarsgård) och temat, även om det fanns kritik på dess speltid och svagare skräck jämfört med föregångaren.

## Rollista
| - Jessica Chastain – Beverly "Bev" Marsh - James McAvoy – William "Bill" Denbrough - Bill Hader – Richard "Richie" Tozier - Isaiah Mustafa – Michael "Mike" Hanlon - Jay Ryan – Benjamin "Ben" Hanscom - James Ransone – Edward "Eddie" Kaspbrak - Andy Bean – Stanley "Stan" Uris - Bill Skarsgård – Det / Pennywise / Bob Gray - Jaeden Martell – Ung William "Bill" Denbrough - Wyatt Oleff – Ung Stanley "Stan" Uris - Jack Dylan Grazer – Ung Edward "Eddie" Kaspbrak - Finn Wolfhard – Ung Richard "Richie" Tozier - Sophia Lillis – Ung Beverly "Bev" Marsh - Chosen Jacobs – Ung Michael "Mike" Hanlon - Jeremy Ray Taylor – Ung Benjamin "Ben" Hanscom | - Javier Botet – Hobo / Häxan - Jess Weixler – Audra Denbrough, Bills fru - Stephen Bogaert – Alvin Marsh, Beverlys far - Nicholas Hamilton – Ung Henry Bowers - Owen Teague – Patrick Hockstetter - Jackson Robert Scott – George "Georgie" Denbrough - Teach Grant – Henry Bowers - Luke Roessler – Dean - Ryan Kiera Armstrong – Victoria Fuller - Xavier Dolan – Adrian Mellon, Don Hagartys pojkvän - Taylor Frey – Don Hagarty, Adrian Mellons pojkvän - Joan Gregson – Mrs. Kersh - Will Beinbrink – Tom Rogan, Beverlys make - Molly Atkinson – Sonia Kaspbrak, Eddies mor / Myra Kaspbrak, Eddies fru - Stephen King – Pantbutiksägare |